# Suure-Jaani
Suure-Jaani (dt.: Groß-St. Johannis) ist eine Stadt in der Gemeinde Põhja-Sakala im Nordosten des estnischen Kreises Viljandi. Die Stadt liegt an dem 5,7 Hektar großen Stausee Suure Jaani.

## Geschichte
Die ältesten Fundstücke im Gebiet von Suure-Jaani lassen sich auf das 6. Jahrtausend v. Chr. datieren.
Die entscheidende und tragische Schlacht der alten Esten für Freiheit fand in der Gemeinde Suure-Jaani am St.-Matthäus-Tag (21. September) im Jahre 1217 statt.
Die heutige Stadt entwickelte sich um die Kirche von Sankt Johannes dem Apostel, die in der Mitte des 14. Jahrhunderts gebaut wurde. Diese Stelle wurde ursprünglich Valula (oder „Valle“) genannt. Erste Erwähnung 1423 (?).
Der heutige Name Suure-Jaani, der seit dem 17. Jahrhundert benutzt wird, ist die estnische Entsprechung zum deutschen Namen der Kirche.
Noch immer werden Gottesdienste in der Kirche gefeiert.
Die Stadt war während der Zeit des nationalen Erwachens im 19. Jahrhundert ein wichtiges kulturelles Zentrum in Estland. Ungestüme Bautätigkeiten begannen im letzten Jahrzehnt des 19. Jahrhunderts.
Am 1. Mai 1938 erhielt Suure-Jaani das Stadtrecht. Von 2005 bis 2017 war die Stadt Teil der Gemeinde Suure-Jaani, anschließend der neu gegründeten Gemeinde Põhja-Sakala.

## Städtepartnerschaften
Suure-Jaani unterhält Städtepartnerschaften
- seit 1991 mit Ulvila in Finnland
- seit 1991 mit Gagnef in Schweden

## Kultur und Sehenswürdigkeiten

### Bauwerke
- Die evangelische Johanneskirche in Suure-Jaani wurde vor 1300 erbaut und ist damit die älteste steinerne Landkirche im Kreis Viljandi. Die Wände des Gebäudes bestehen abwechselnd aus Kalk und Stein, bei den Portalen und Fensterbänken wurden Ziegel verwendet. Sie bestand ursprünglich aus einem Langbau mit drei Gewölben, die im Livländischen Krieg zerstört wurden, und einem Chorraum mit rechteckigem Grundriss. Die Kirche wurde im Livländischen und im Großen Nordischen Krieg zerstört und danach jeweils wieder aufgebaut. Bemerkenswert ist der Turm der sich durch eine breite Bogenöffnung ins Mittelschiff öffnet und dessen Verlängerung bildet. Die Schaftringe der Rundstäbe des Portals verweisen auf westfälische Muster.[1]
- Die orthodoxe Kirche St. Peter und St. Paul wurde von 1906 bis 1908 errichtet.
- Die Kapelle auf dem Friedhof von Suure-Jaani mit achteckigem Grundriss wurde 1912 fertiggestellt nach dem Projekt von Wilhelm Gustav August von Stryk, Professor für Architektur am Polytechnischen Institut Riga.
- Das Denkmal für den Estnischen Unabhängigkeitskrieg wurde am 24. Juni 1926 enthüllt. Der Autor der Skulptur war Amandus Adamson. Sie zeigt Lembitu, den Ältesten der alten Esten, der verwundet ist, aber immer noch sein Schwert hoch hält. Das Denkmal wurde erstmals 1941 und ein zweites Mal 1949 zerstört. Es wurde am 23. Juni 1990 neu eingeweiht und ist in seiner Form dem Original nachempfunden.
- Das 1971 eröffnete Kapp-Museum befindet sich im ehemaligen Wohnhaus des Komponisten Villem Kapp, das von 1926 bis 1929 erbaut wurde. Es widmet sich auch dem Schaffen der Komponisten Artur Kapp, Eugen Kapp und Joosep Kapp.
- Am Ende des 12. Jahrhunderts wurde an einer Stelle etwa zwei Kilometer nordöstlich der Stadt (jetzt als Lõhavere bekannt) die Festung Lehola gebaut. Sie war das Zentrum der historischen estnischen Region Sakala und das Zentrum des Kampfes der Esten gegen den deutschen Schwertbrüderorden im 13. Jahrhundert. Viel mehr als ein Hügel ist von der Festung nicht übriggeblieben, ist aber trotzdem eine Touristenattraktion (diese Stelle ist in Estland als Lembitu linnamägi bekannt).

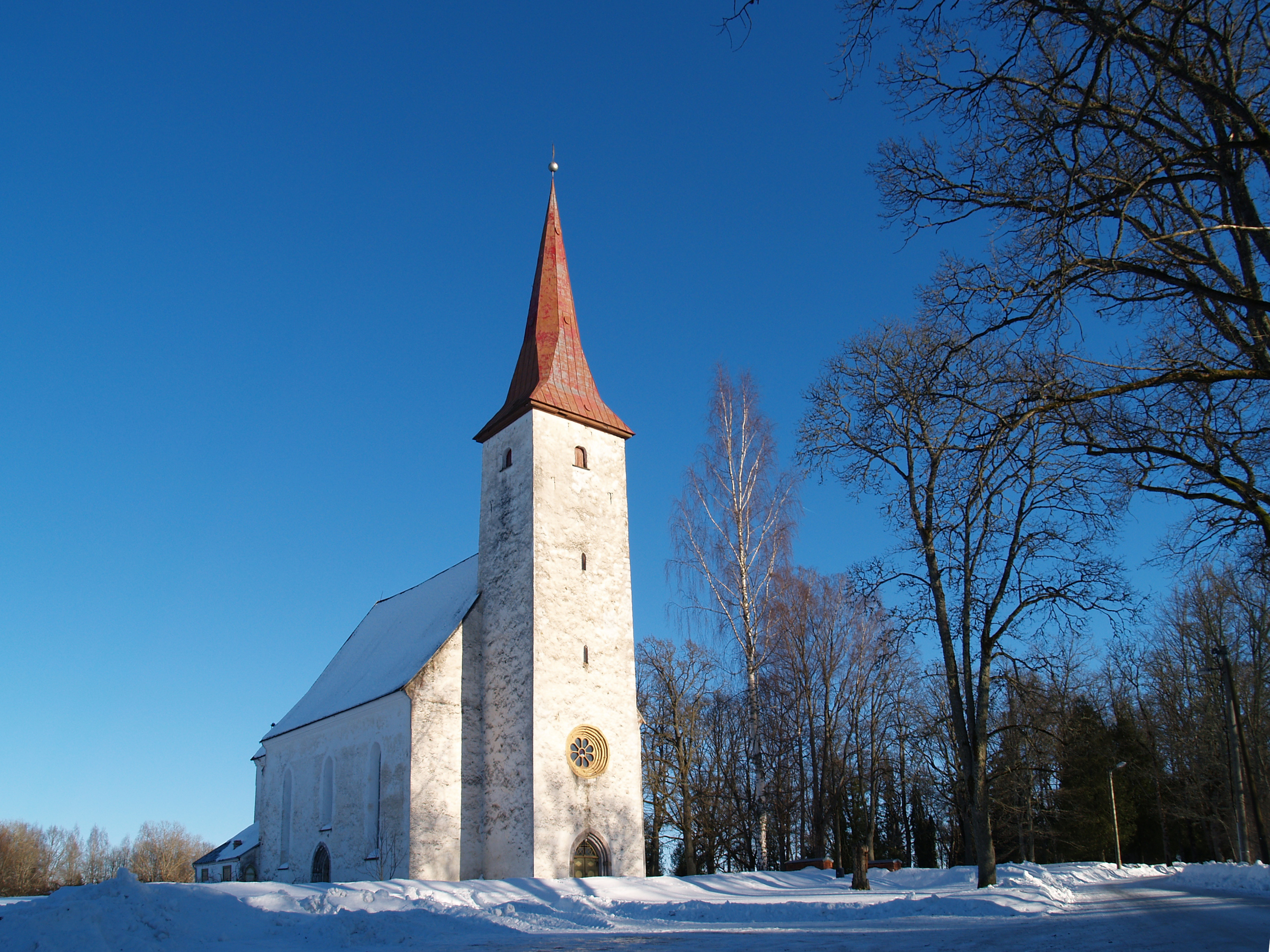
Johanneskirche
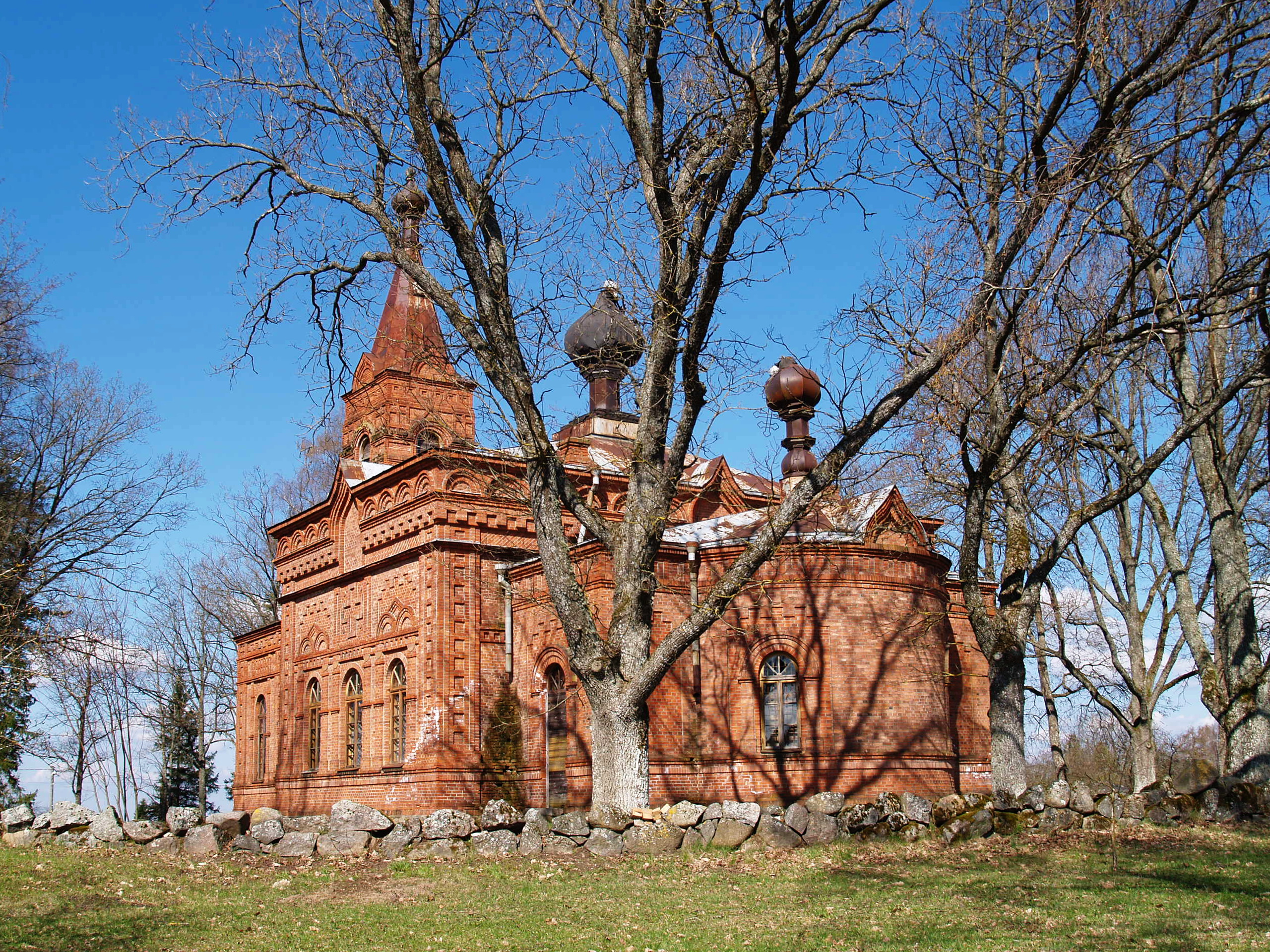
Orthodoxe Kirche St. Peter und Paul
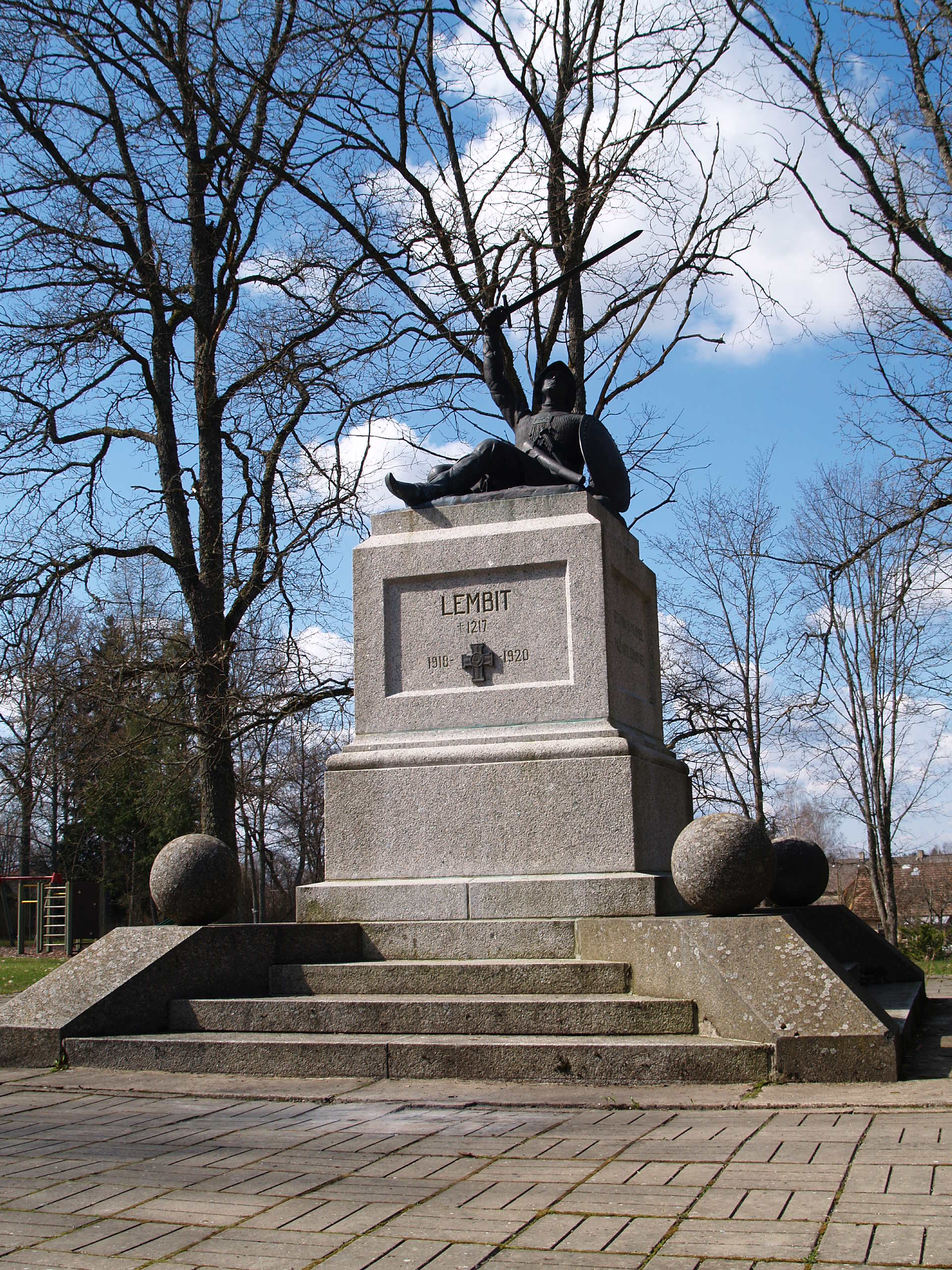
Denkmal für den Estnischen Unabhängigkeitskrieg
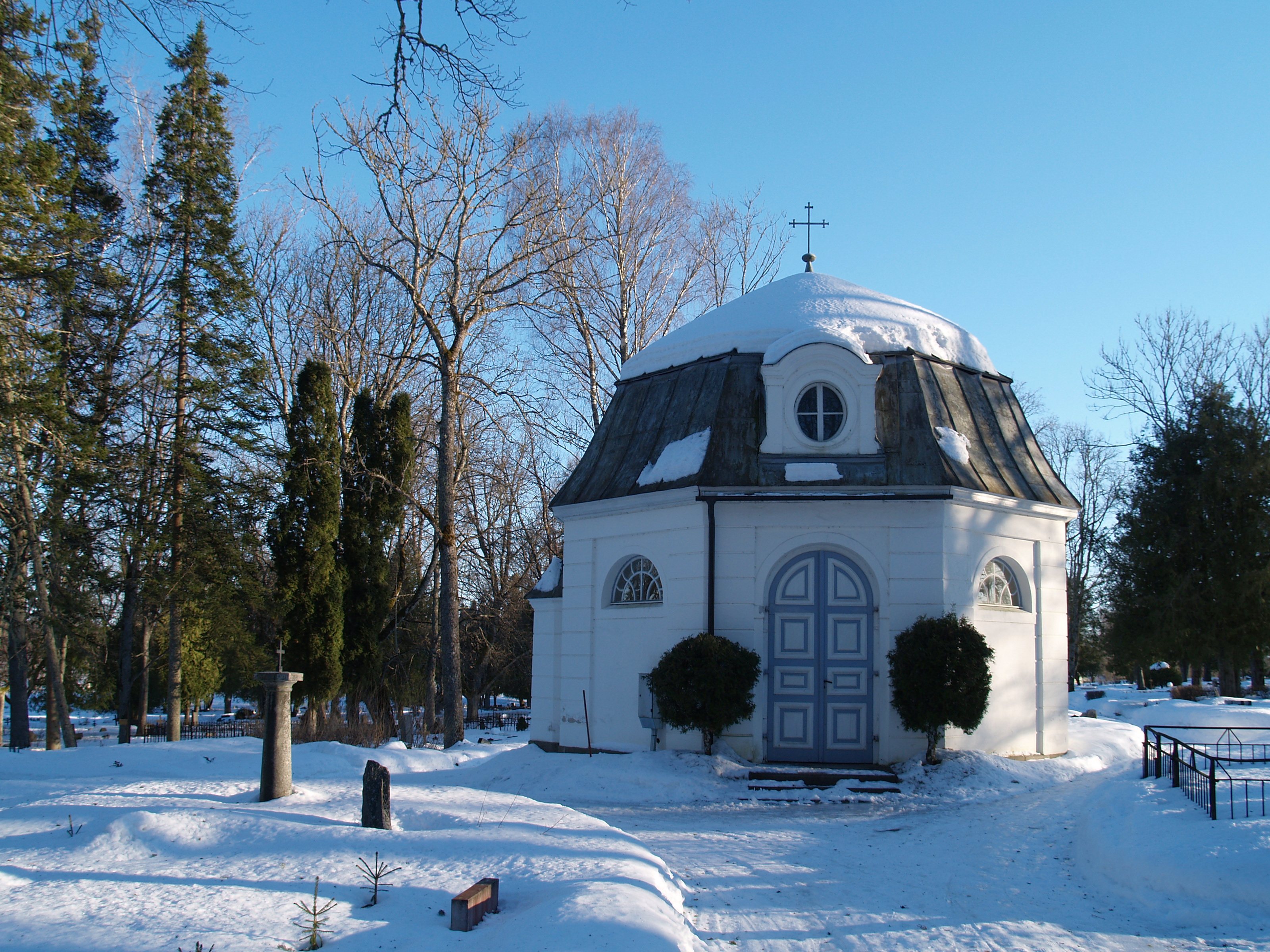
Friedhofskapelle
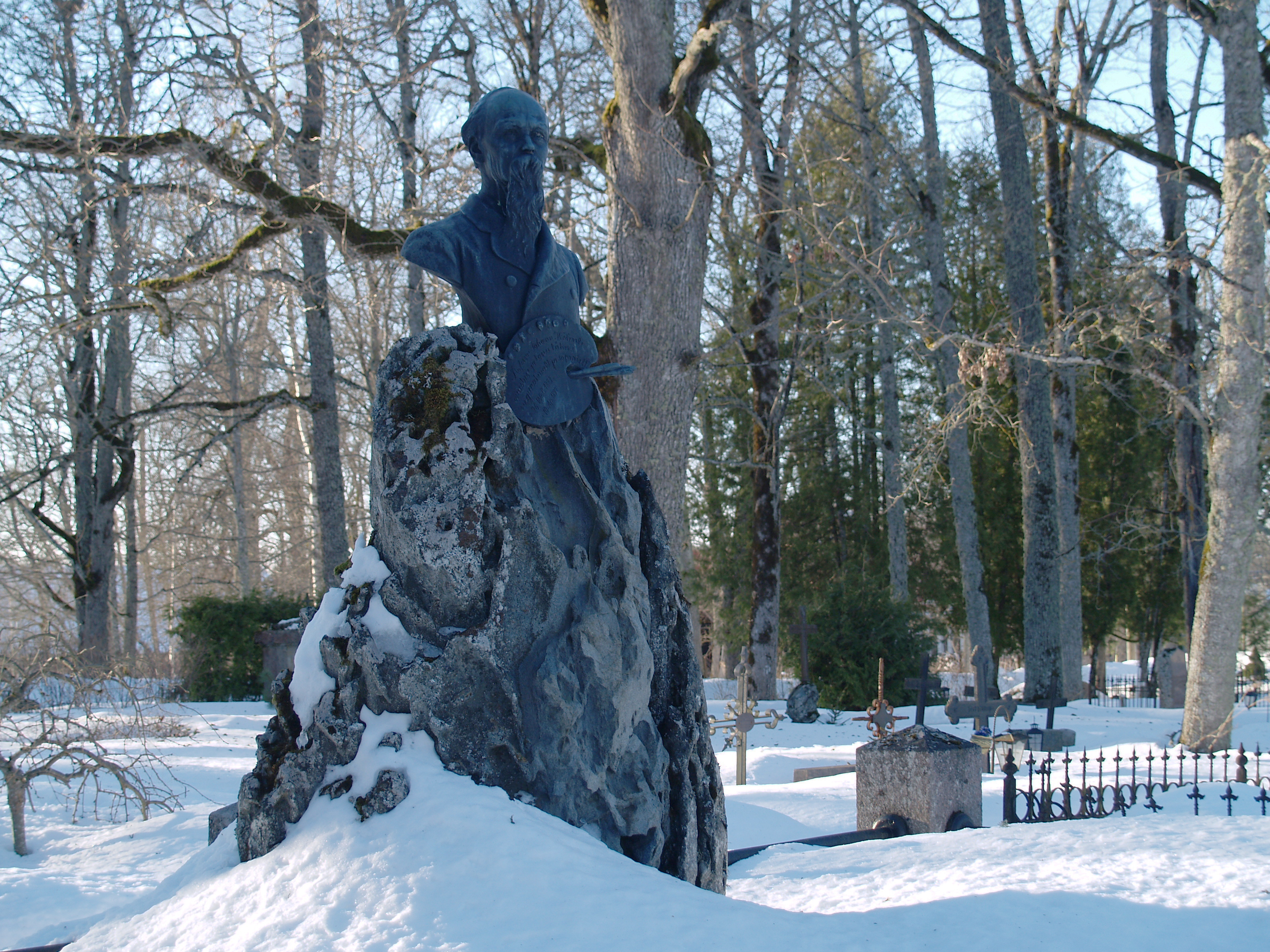
Grabdenkmal von Johann Köler auf dem Friedhof von Suure-Jaani
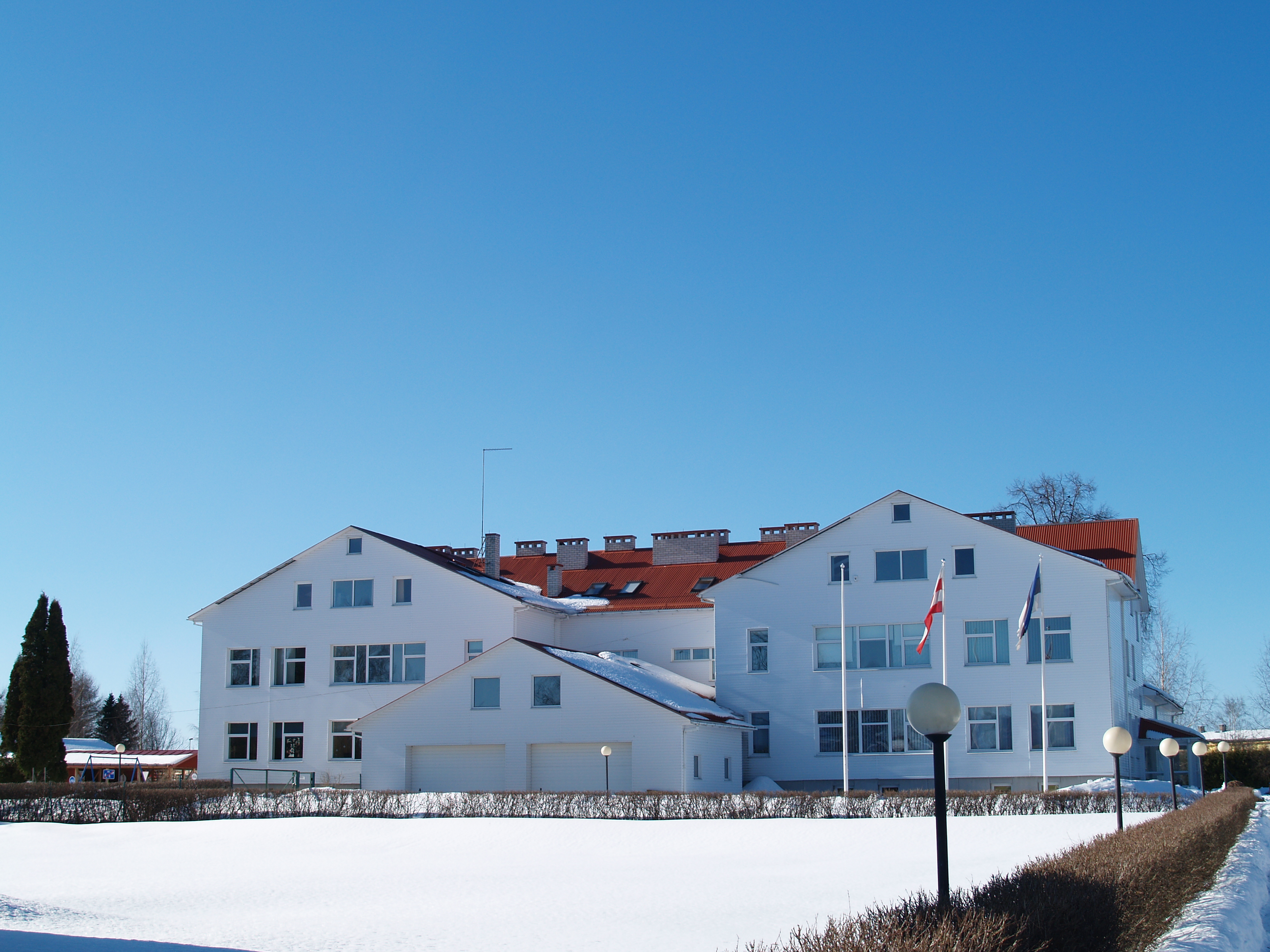
Rathaus von Suure-Jaani
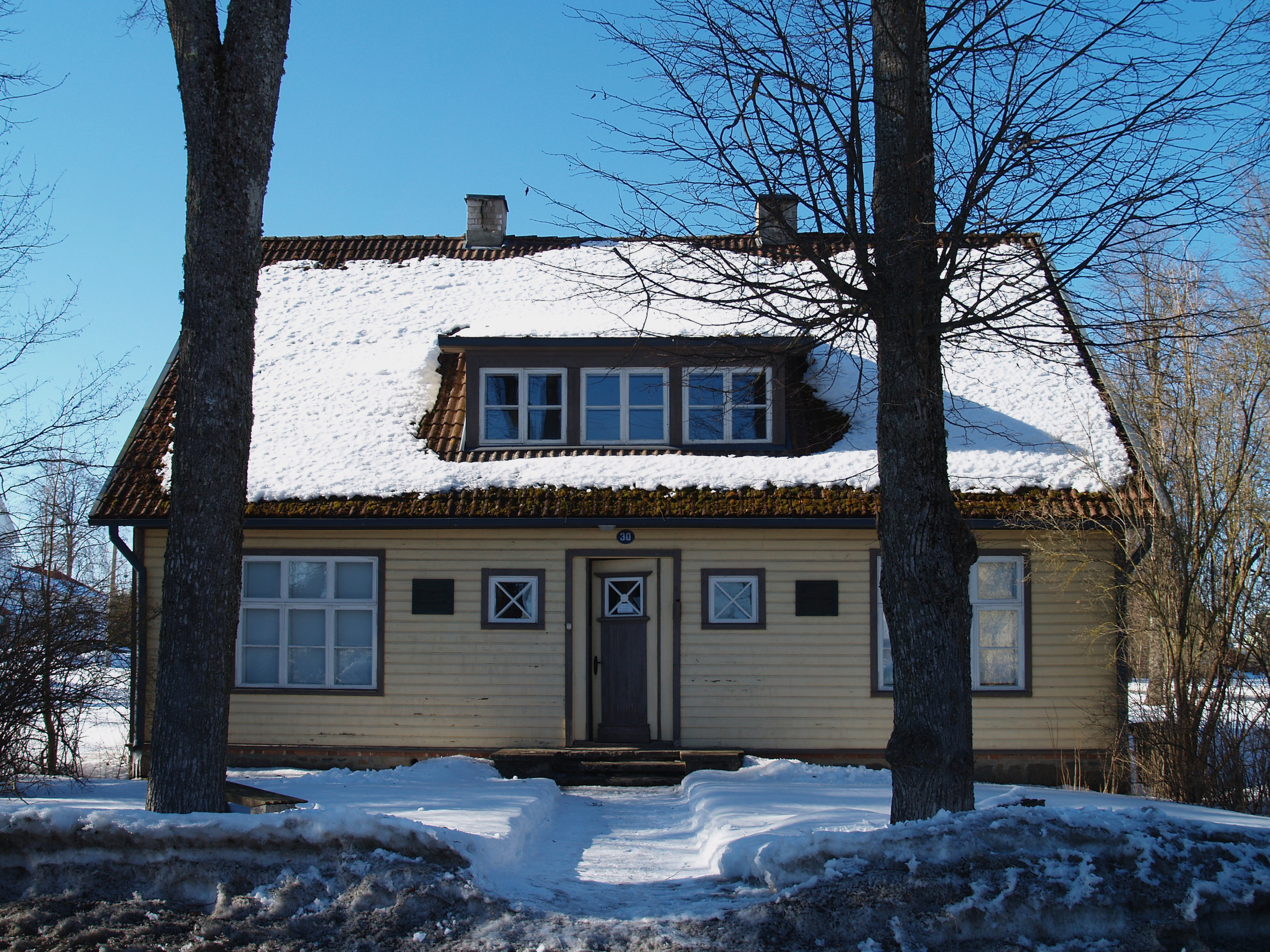
Kapp-Museum
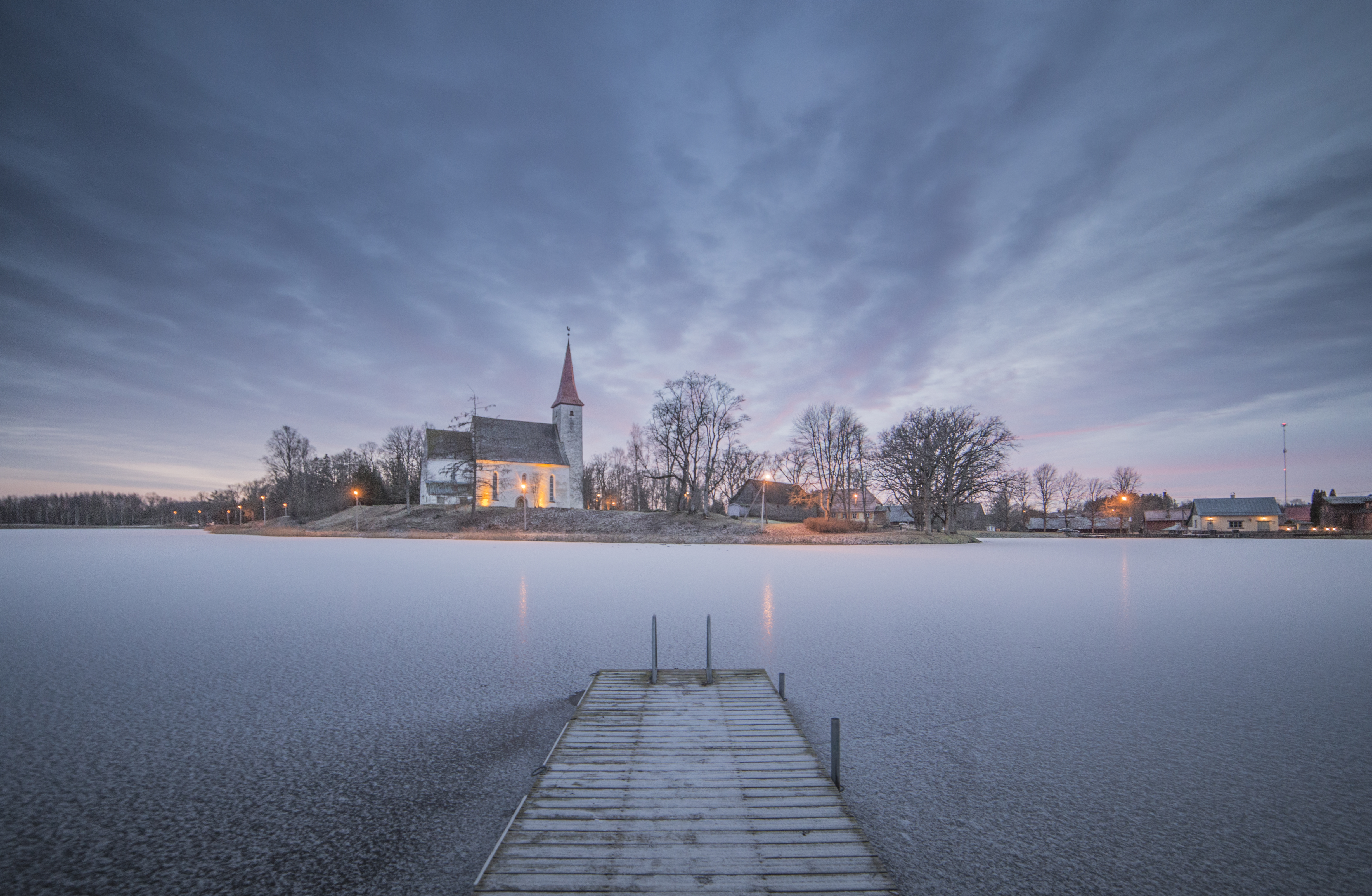
Blick über den Stausee auf die Johanneskirche

## Persönlichkeiten
- Berühmter Bewohner der Stadt war der Komponist Artur Kapp (1858–1952). Zu seinem Gedenken findet seit 1998 in Suure-Jaani das Sommerfestival statt, das unter der künstlerischen Leitung des Komponisten und Organisten Andres Uibo (* 1956) steht.
- Felix Moor (1903–1955), der als Begründer des Rundfunks in Estland gilt, wurde hier geboren.
- Karmel Naudre (* 1996), Schauspielerin